# Tsvetana Bozhilova
Tsvetana Asenova Bozhilova (bulgare : ветана Асенова Божилова), née le 19 octobre 1968 à Pazardjik (Bulgarie), est une judokate bulgare.

## Palmarès international en judo
| Championnats du monde | Championnats du monde | Championnats du monde |
| Année                 | Médaille              | Catégorie             |
| --------------------- | --------------------- | --------------------- |
| 1999                  | bronze                | Abierta               |
| Championnats d'Europe |                       |                       |
| Année                 | Médaille              | Catégorie             |
| 1998                  | bronze                | Ouverte               |
| 1990                  | bronze                | Ouverte               |
| 1995                  | bronze                | Ouverte               |
| 1999                  | argent                | +78 kg                |
| 2000                  | bronze                | Ouverte               |
| 2003                  | bronze                | Ouverte               |
| 2004                  | bronze                | +78 kg                |